# Circles (Just My Good Time)
Circles (Just My Good Time) è il singolo d'esordio del duo dance Busface, pubblicato nel 2005 e registrato in collaborazione con la nota cantante britannica Sophie Ellis-Bextor, che qui è accreditata sotto lo pseudonimo "Mademoiselle E. B.".
Il singolo ha raggiunto la vetta della classifica "Music Week Commercial Club" e la decima posizione della classifica dance australiana. In altre classifiche, tuttavia, il singolo non si fece notare, raggiungendo per esempio solo la posizione numero 96 della classifica britannica e la numero 63 di quella generica australiana.

## Tracce
1. "Circles (Just My Good Time)" Busface radio edit
2. "Circles (Just My Good Time)" EMP mix
3. "Circles (Just My Good Time)" Busface 12"
4. "Circles (Just My Good Time)" Spandex mix
5. "Circles (Just My Good Time)" Spandex dub